# Ali Curtis
Ali Curtis (Ann Arbor, 18 dicembre 1978) è un ex calciatore statunitense, di ruolo attaccante.

## Palmarès

### Individuale
- Hermann Trophy: 1

1999